# Edom
Edom (edomsko Edām; hebrejsko אֱדוֹם, latinizirano: Éḏōm, dob. 'rdeče', akadsko Uduma, klasičnosirsko ܐܕܘܡ) je bilo starodavno kraljestvo v Transjordaniji med Moabom na severovzhodu, Arabahom na zahodu in Veliko arabsko puščavo na jugu in vzhodu. Večina njenega nekdanjega ozemlja je zdaj razdeljena med Izrael in Jordanijo. Edom se pojavlja v pisnih virih, ki se nanašajo na pozno bronasto dobo in železno dobo v Levantu, kot sta Hebrejska Biblija ter egiptovski in mezopotamski zapisi. V klasični antiki se je za manjše območje v istem splošnem območju uporabljalo sorodno ime Idumea.
Edom in Idumea sta dva povezana, vendar različna izraza, ki sta povezana z zgodovinsko sosednjim prebivalstvom, vendar sta dve ločeni, če sosednji, ozemlji, ki so jih Edomiti / Idumejci zasedli v različnih obdobjih svoje zgodovine. Edomiti so najprej ustanovili kraljestvo ("Edom") na južnem območju moderne Jordanije in se kasneje preselili v južne predele kraljevine Judeje ("Idumea" ali moderni južni Izrael / Negev), ko je bila Judeja prvič oslabljena in so jo nato uničili Babilonci v 6. stoletju pred našim štetjem.
Edom je omenjen v hebrejski Bibliji, omenjen pa je tudi v seznamu egipčanskega faraona Setija I. iz ok. 1215 pr. n. št., kot tudi v kroniki pohoda  Ramzesa III. (vladal 1186–1155 pr. n. št.). Edomiti, ki so bili arheološko identificirani, so bili semitsko ljudstvo, ki je na območje verjetno prispelo okoli 14. stoletja pred našim štetjem. Arheološke raziskave so pokazale, da je država cvetela med 13. in 8. stoletjem pred našim štetjem, uničena pa je bila po obdobju propadanja Babiloncev v 6. stoletju pred našim štetjem. Po izgubi kraljestva so Edomite potisnila zahodno proti Judeji nomadska plemena, ki so prihajala z vzhoda; med njimi so bili Nabatejci, ki so se prvič pojavili v zgodovinskih analih v 4. stoletju pred našim štetjem in so že v prvi polovici 2. stoletja pred našim štetjem ustanovili svoje kraljestvo na mestu nekdanjega Edoma. Novejša izkopavanja kažejo, da se je postopek naselitve Edomitov v južnih delih judovskega kraljestva in v delih Negev do Timna začel že pred uničenjem kraljestva, ki ga je izvedel Nebukadnezar II. z vojaškimi sredstvi in izkoriščanje že oslabljene države Judeje.
Ko so bili Edomiti odrinjeni s svojega ozemlja, so se v perzijskem obdobju naselili na območju, ki obsega južno Judejsko gričevje do območja severno od Be'er Ševe . Ljudje se pojavljajo pod grško obliko svojega starega imena, kot Idumeans - Idumeanci, njihovo novo ozemlje pa so poimenovali Idumea ali Idumaea (grško: Ἰδουμαία, Idoumaía, latinsko Idūmaea), izraz, ki se je uporabljal v novozaveznih časih. 

## Arheologija
| M17 | A2 | D46 | Z7 | G17 · D36 | T14 | N25 |

| M17 | A2 | D46 | Z7 | G17 · D36 | T14 | N25 |

Edomiti so bili morda povezani s Šasuji in Šutuji, nomadskimi napadalci, ki jih omenjajo egiptovski viri. Dejansko pismo egipčanskega pisarja na obmejni trdnjavi v Wadi Tumilatu med vladavino Merneptaha poroča o gibanju nomadskih "Šasu-plemen Edoma", da zalivajo luknje na egiptovskem ozemlju. Najstarejša naselja iz železne dobe - morda taborišča za pridobivanje bakra - segajo v 9. stoletje pr. n. št.. Naselitev se je stopnjevala do konca 8. stoletja pr. n. št. in glavna doslej izkopana najdišča so bila datirana med 8. in 6. stoletje pr. n. št.. Zadnja nedvoumna omemba Edoma je asirski napis iz leta 667 pred našim štetjem. Tako ni jasno, kdaj, kako in zakaj je Edom prenehal obstajati kot država, čeprav mnogi znanstveniki pojasnjujejo to z Biblijo, zlasti zgodovinsko Knjigo preroka Obadia.
Edom se omenja v asirskih klinopisnih napisih v obliki Udumi ali Udumu; trije kralji so znani iz istega vira: Ḳaus-malaka v času Tiglat-Pileserja III. (približno 745 pr. n. št.), Malik-rammu v času Sanheriba (približno 705 pr. n. št.) in Ḳaus-gabri v času Asarhadona (približno 680 pr. n. št.). Po egipčanskih napisih so Adumi svoje posesti razširili do meja Egipta. Potem ko so Babilonci osvojili Judejo, so se Edomiti naselili na območju Hebrona. V tej novi državi so uspevali več kot štiri stoletja, in so jo Grki in Rimljani imenovali Idumaea ali Idumea. Strabon, ki je pisal okoli Jezusovega časa, je menil, da Idumejci, ki jih je označil za nabatejskega izvora, predstavljajo večino prebivalstva zahodne Judeje, kjer so se zapletali z Judejci in sprejeli njihove običaje. Stališče, ki ga delijo tudi nekatera sodobna znanstvena dela, ki Idumejo štejejo za arabsko ali nabatejsko poreklo.
Obstoj kraljestva Edom so dokazali arheologi, ki sta jih vodila Ezra Ben-Yosef in Tom Levy, z metodologijo, imenovano model Punctuated equilibrium (model prekinjenega ravnotežja), v letu 2019. Arheologi so vzeli vzorce bakra iz doline Timne in Fajnan v jordanski dolini Araja iz leta 1300 -800 pred našim štetjem. Glede na rezultate analize so raziskovalci menili, da je faraon Šošenk I. iz Egipta (svetopisemski 'Šišak'), ki je napadel Jeruzalem v 10. stoletju pred našim štetjem, spodbudil trgovino in proizvodnjo bakra, namesto da bi uničil regijo. Profesor z univerze v Tel Avivu Ben Yosef je izjavil, »Naše nove ugotovitve nasprotujejo stališču mnogih arheologov, da je bila Araja poseljena z ohlapnim zavezništvom plemen in se skladajo s svetopisemsko zgodbo, da je tu živelo kraljestvo Edomitov.«